# Bony del Graller
El Bony del Graller és una muntanya que es troba en el terme municipal de la Vall de Boí, a la comarca de l'Alta Ribagorça, i dins del Parc Nacional d'Aigüestortes i Estany de Sant Maurici.

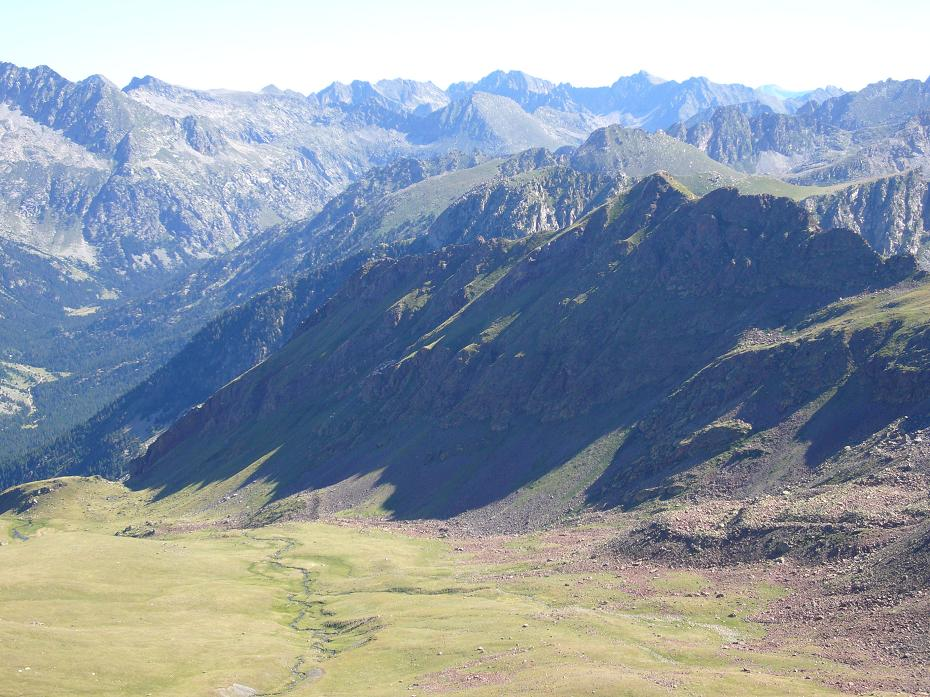
Bony del Graller vist des del Tuc dels Carants.

El cim, de 2.645,8 metres és el límit septentrional del Crestell del Montanyó que s'estén cap al Pic Roi al sud. La cresta separa la vall de Montanyó de Llacs i, la Cometa de les Mussoles de la Vall de les Mussoles.